# Mesoleptus declivus
Mesoleptus declivus är en stekelart som först beskrevs av Léon Abel Provancher 1886.  Mesoleptus declivus ingår i släktet Mesoleptus och familjen brokparasitsteklar. Inga underarter finns listade i Catalogue of Life.